# Middelste teunisbloem
De middelste teunisbloem of gewone teunisbloem (Oenothera biennis, synoniem: Oenothera perangusta) is een tweejarige, tot 1,5 (meestal tot 1,2) m hoge plant uit de teunisbloemfamilie (Onagraceae).
Volksnamen zijn onder andere nachtkeers, nachtpitjes, nachtkaars, leliën-van-een-nacht en vierentwintiguursbloem.

## Kenmerken
De gele bloemen hebben vier kroonbladen. Ze hebben zowel stamper als meeldraden. De bloeiperiode loopt van juni tot september. De groene kelkbladen zijn na de opening van de bloem teruggeslagen. De stijl is tot 1,5 cm lang.
De stengel- en schutbladen zijn drie- tot viermaal zo lang als breed. De bloemen gaan 's avonds vanaf zes à zeven uur open. De bloemen zijn iets kleiner dan die van de grote teunisbloem (Oenothera erythrosepala). De top van de bloeiwijze staat ook in het begin rechtop.

## Voorkomen
De soort is afkomstig uit Noord-Amerika
De plant heeft een voorkeur voor lichte zandgrond en middelzware grond als leem die licht zuur, neutraal of licht basisch is. De plant geniet graag van de volle zon en kan enige droogte en een voedingsarme grond verdragen.

## Ecologischeaspecten
Bestuiving vindt plaats door Lepidoptera-soorten en bijen. Deze laatste trekt de plant in ruime mate aan.
De middelste teunisbloem is de waardplant voor de teunisbloempijlstaart (Proserpinus proserpina).

## Toepassingen
Jonge wortels kunnen als groente gegeten worden. Ze hebben een peperachtige smaak. Jonge stengels kunnen ook als salade gegeten worden.
De rijpe zaden bevatten 7-10% gamma-linoleenzuur, een zeldzaam essentieel verzadigd vetzuur. De olie uit de zaden wordt gebruikt bij menstruatiepijn.

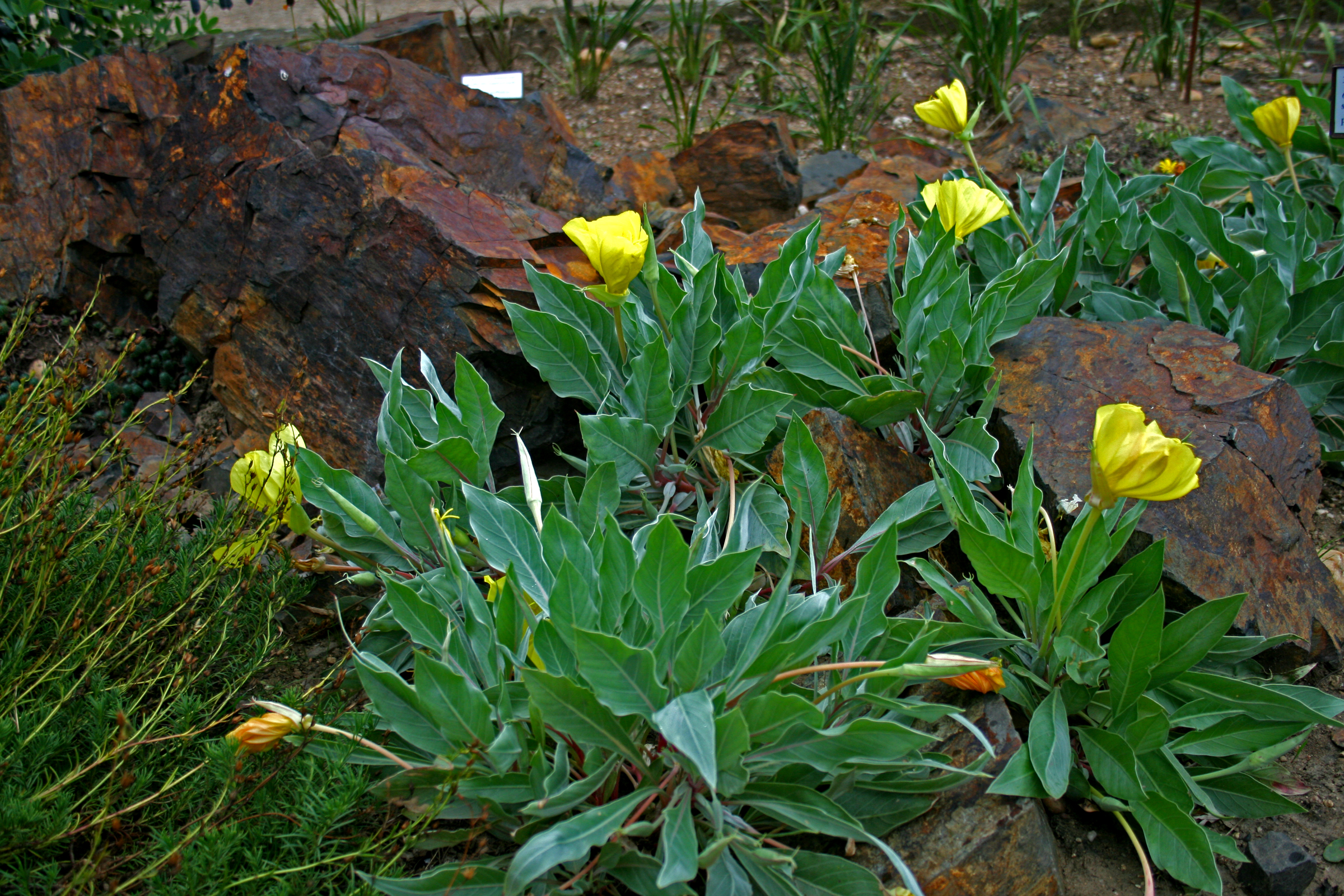
plant form Prague botanic garden
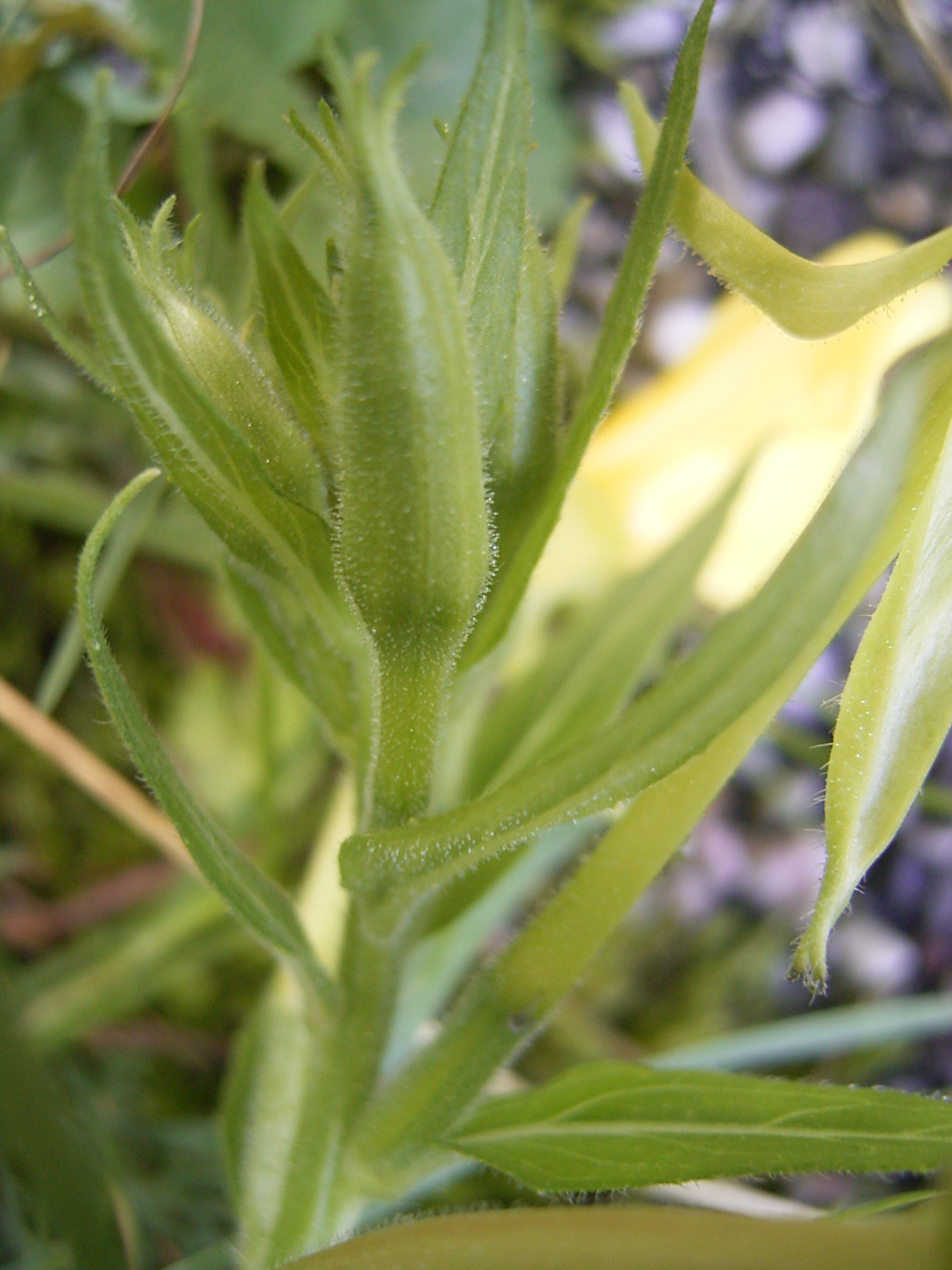
Bloemknoppen
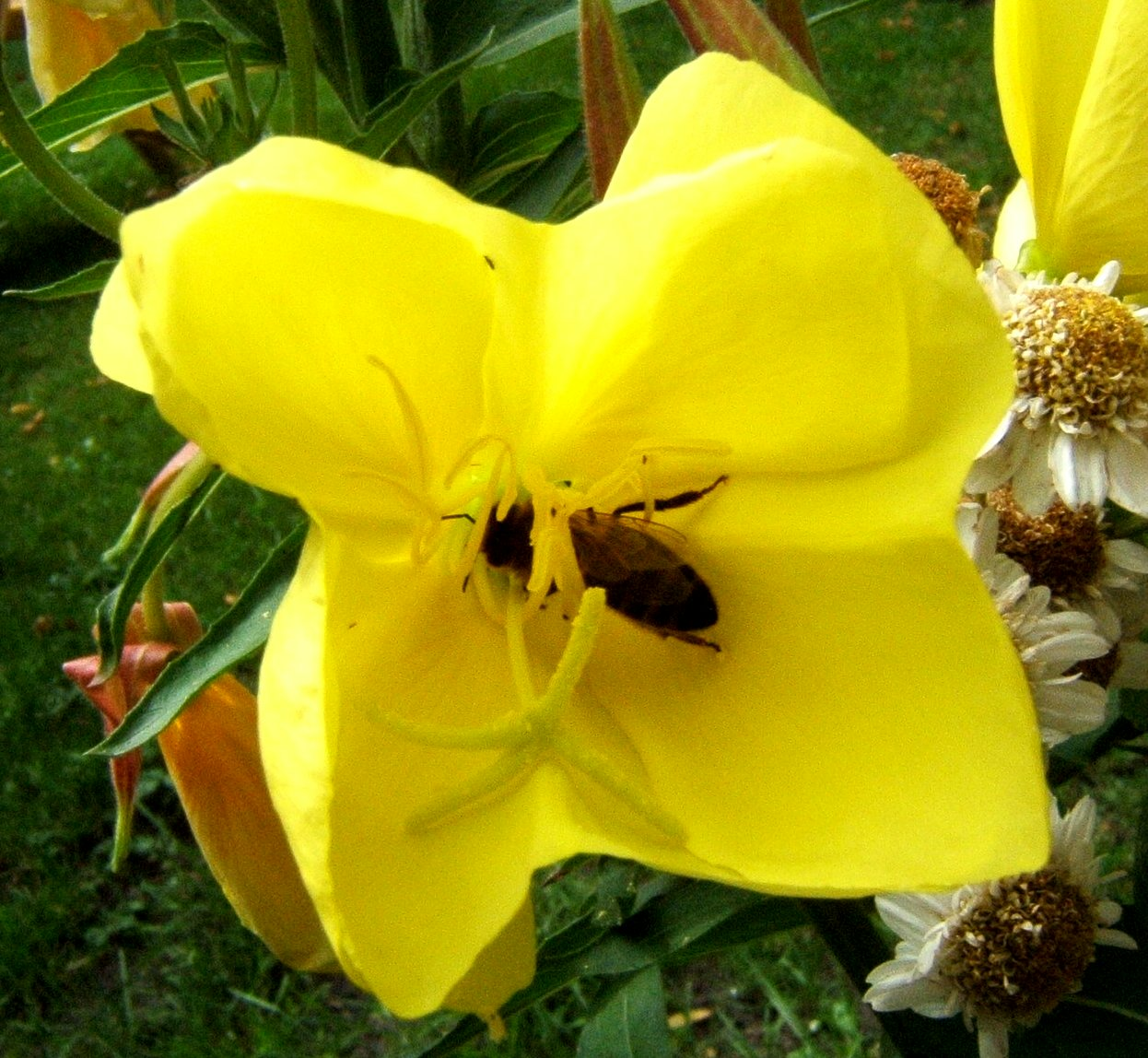
Teunisbloem met insect
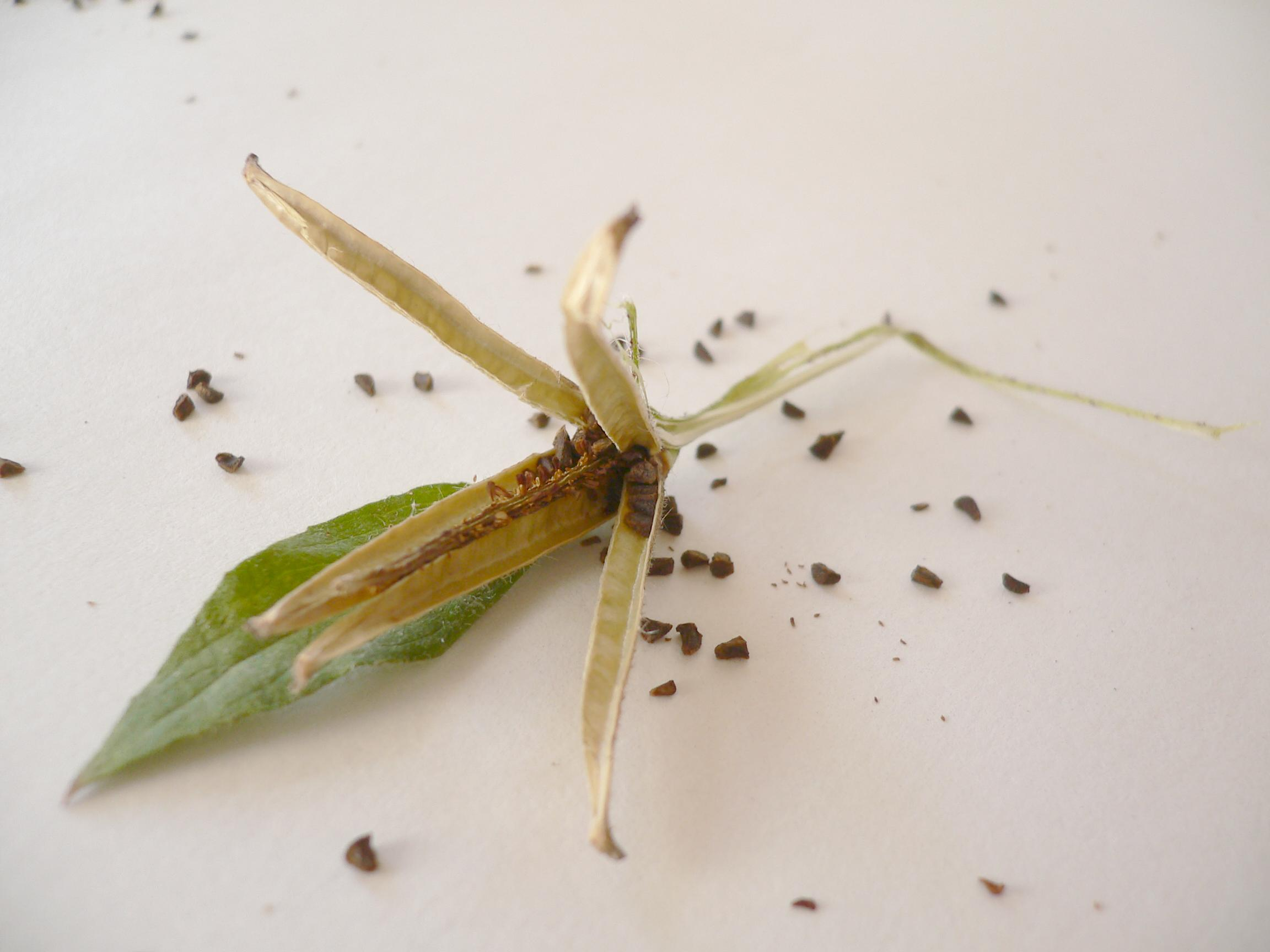
Zaden

### Bloemdiagram

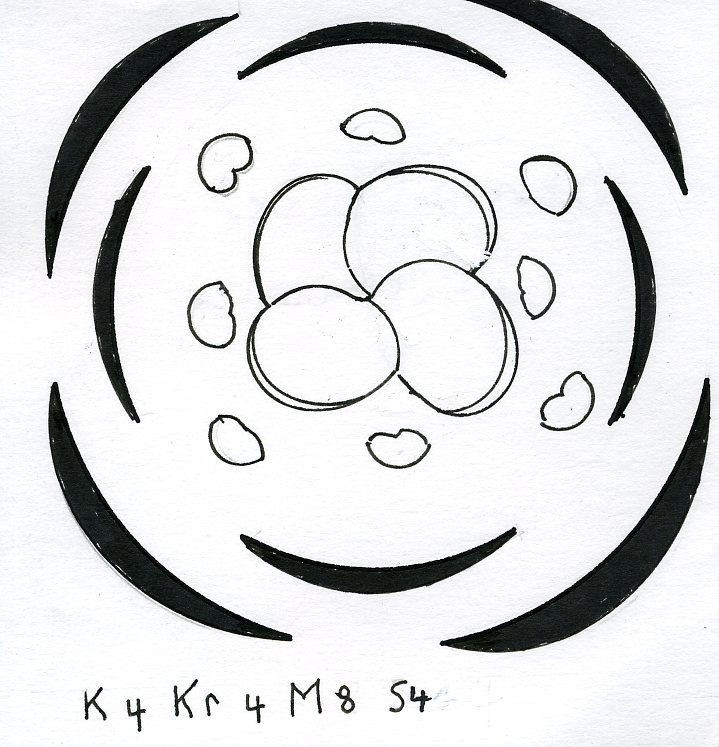